# Alberto Allan
Alberto Allan – panamski bokser, srebrny medalista Igrzysk Ameryki Środkowej i Karaibów z roku 1935. W finale Igrzysk Ameryki Środkowej i Karaibów 1935 przegrał z Meksykaninem Emilio Ballado.